# Núcleo de Cinema de Ribeirão Preto

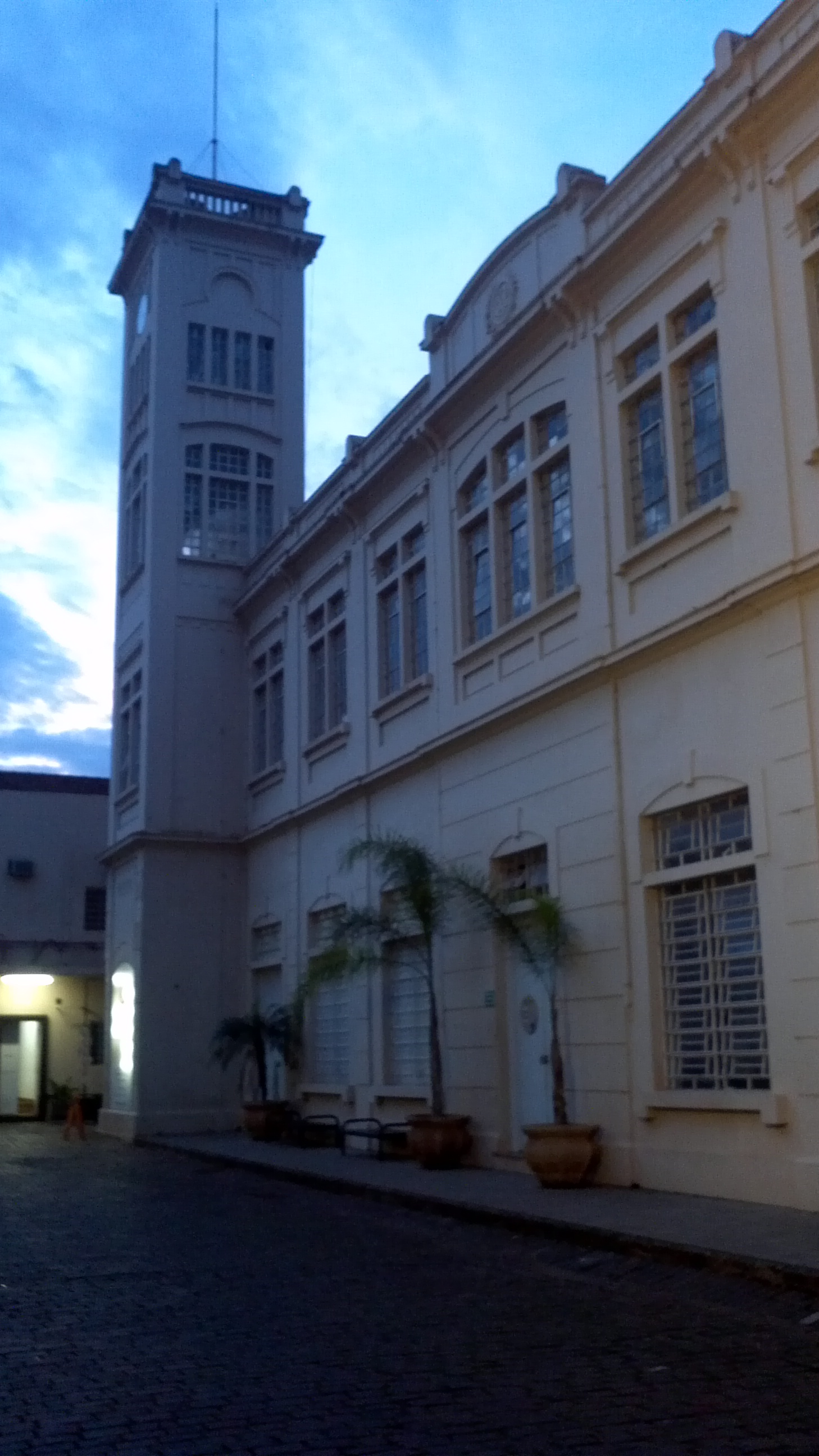
Espaço interno dos Estúdios Kaiser de Cinema

O Núcleo de Cinema de Ribeirão Preto é uma iniciativa da sociedade civil organizada desta cidade para a implantação e o desenvolvimento de um Polo de Produção Audiovisual autossustentável no interior do Estado de São Paulo. Tem como premissa o desenvolvimento de uma indústria não poluente, geradora de cultura, receitas e empregos qualificados.
Fundado em 2001 por iniciativa do então Prefeito de Ribeirão Preto Antônio Palocci Filho, com o apoio da Câmara Municipal de Ribeirão Preto, ACIRP - Associação Comercial e Industrial de Ribeirão Preto e da USP - Universidade de São Paulo, o Núcleo de Cinema de Ribeirão Preto é uma Organização Não Governamental de Utilidade Pública Municipal (Lei nº 10.262 de 24/11/ 2004) que desenvolve, através dos seus braços operacionais, a São Paulo Film Commission, os Estúdios Kaiser de Cinema e o Projeto CineCidade ações voltadas para o fomento da indústria audiovisual e cinematográfica nesta cidade e região.
O prédio dos Estúdios Kaiser de Cinema, foi cedido em comodato pela Heineken do Brasil (controladora da Kaiser), para a São Paulo Film Commission desenvolver o seu centro de produção audiovisual. As obras de restauro, reformas e adequação foram viabilizadas pelo Governo do Estado de São Paulo (Secretaria de Estado da Cultura – ProAC), Prefeitura de Ribeirão Preto e também pelo setor da construção civil desta cidade. Localizado no centro histórico de Ribeirão Preto, na antiga sede da Companhia Cervejaria Paulista (patrimônio industrial), o imóvel (1914) é tombado pelo CONDEPHAAT (Conselho de Defesa do Patrimônio Histórico, Arqueológico, Artístico Turístico do Estado de São Paulo), pelo CONPPAC (Conselho de Preservação do Patrimônio Cultural do Município de Ribeirão Preto) e atualmente encontra-se em processo de tombamento pelo IPHAN. Com cerca de 13 mil m² de área construída os Estúdios Kaiser de Cinema abrigam uma completa infraestrutura para a produção audiovisual composta de 5 grandes estúdios, 3 de médio porte, e um pátio cenográfico com 1.770 m². Possui ainda núcleos de edição, computação gráfica, animação, oficinas de cenografia e figurino, sala de cinema, salas de produção, refeitório, alojamentos e camarins.

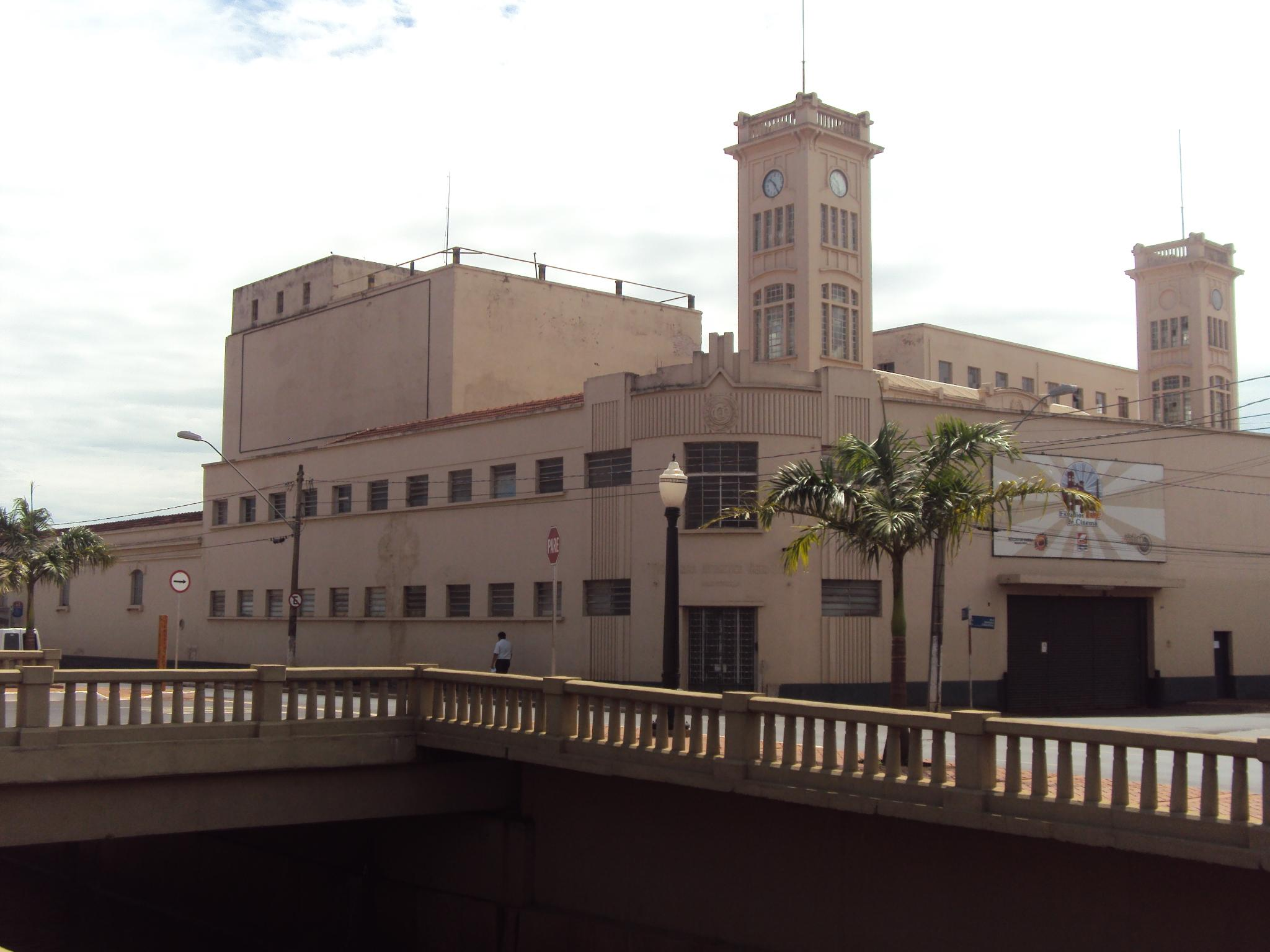
Estúdios Kaiser de Cinema, antiga Fábrica da Cia. Cervejaria Paulista (patrimônio industrial)